# Take the Money and Run
 Take the Money and Run és una comèdia de Woody Allen estrenada el 1969.

## Argument
Aquesta pel·lícula explica la vida de Virgil Starkwell. De petit, Virgil prova el violoncel, però l'abandona per fer carrera en el crim, malgrat la seva petita talla, la seva timidesa, i les seves ulleres constantment trencades pels durs. Atraca un banc però és detingut i enviat a la presó. Aconsegueix escapar-se i viu de robatoris de bosses de mà abans de conèixer Louise, una bugadera, amb qui tindrà un fill. Però sempre sense un sou, intenta de nou fer un gir, no ho aconsegueix i torna al presidi. Una altra vegada s'escapa. Serà detingut definitivament intentant robar un vell amic d'infantesa que resulta ser un agent de l'FBI.

## Repartiment
- Woody Allen: Virgil Starkwell
- Janet Margolin: Louise
- Marcel Hillaire: Fritz
- Jacquelyn Hyde: Miss Blair
- Lonny Chapman: Jake
- Jan Merlin: Al
- James Anderson: El guardià del presidi
- Jackson Beck: veu del narrador
- Howard Storm: Fred
- Mark Gordon: Vince
- Micil Murphy: Frank
- Minnow Moskowitz: Joe Agneta
- Nate Jacobson: el jutge
- Grace Bauer
- Henry Leff: el pare de Virgil
- Ethel Sokolow: la mare de Virgil

## Producció
Allen parlava del concepte de filmar un documental en una entrevista amb Richard Schickel: Take the Money and Run va ser un primer pseudodocumental. La idea de fer un documental, que més tard finalment vaig perfeccionar quan feia Zelig era amb mi des del primer dia que vaig començar a fer cinema. Pensava que era un vehicle ideal per fer comèdia, perquè el format documental era molt seriós, així estava treballant en una àrea on qualsevol coseta no seriosa era divertida. I podria explicar la història per riure per riure... L'objectiu de la pel·lícula era fer un petit pas per fer riure”
La pel·lícula va ser rodada a San Francisco. Una escena té lloc al restaurant d'Ernie, el sorprenent interior vermell que va ser immortalitzat a Vertigen (D'entre els morts) d'Alfred Hitchcock (1958). També es va rodar a la presó estatal de San Quentin. Un centenar de presos de San Quentin va tenir una petita paga per treballar en la pel·lícula. El repartiment regular i l'equip era segellat cada dia amb una tinta especial que brillava sota la llum ultraviolada i així els guardes podrien saber qui podia marxar de la presó al cap del dia. Micil Murphy va ser un dels actors a la pel·lícula. Irònicament s'havia convertit en actor després de ser presoner a San Quentin tres anys abans, el 1966, on va complir cinc anys i mig per robatori a ma armada.